# Noah Kalina

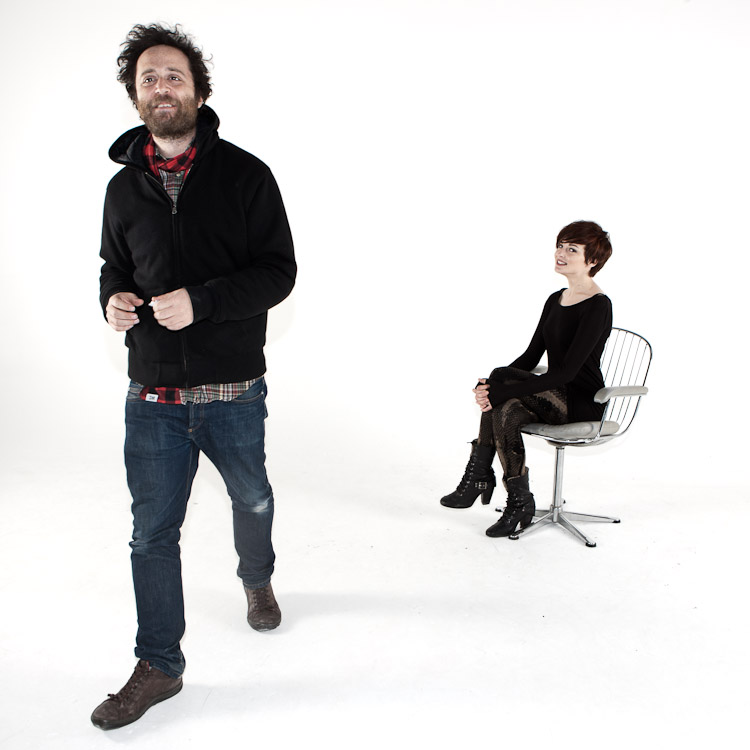
Noah Kalina během svého fotografického workshopu, 2011

Noah Kalina (* 4. července 1980) je americký fotograf. Vyrostl ve městě Centerport ve státu New York a vystudoval střední školu v Harborfields. V současnosti žije ve městě Williamsburg v Brooklynu.

## Dílo
Ve svých dílech často pracuje s portrétní fotografií lidí, ale také s novými pohledy na každodenní místa a události, stejně jako v jeho fotografické sérii Labs At Night pro časopis SEED. Jeho obrazy se často vyznačují expozicí s velmi vysokým kontrastem, stíny a silné barevnými efekty způsobenými nejen to jak byl záznam pořízen, ale i digitálním zpracování.
Vedle výstavních projektů, které se konaly například v Musée de l'Élysée v Lausanne, v FORMA, Miláně, a v mnoha newyorských galeriích fotografoval také řadu významných osobností z oblasti hudby a interprety jako francouzskou skupinu Air, Jona Spencera nebo Sigur Rós. Po čtyři roky byl také hlavním fotografem různých průvodců po britských městech (například AOL CityGuide a Eater.com) Z této spolupráce vznikl projekt Interiors, během kterého nasnímal více než 3000 opuštěných interiérů restaurací v New Yorku.

### Everyday
Velmi známý je jeho videosnímek Everyday (Každý den) poskládaný z autoportrétních fotografií. Kalina začal 11. ledna 2000 pořizovat každý den vlastní portrét. Od srpna 2006 je videosnímek prezentován na internetových video portálech. Ke dni 17. října 2011 měl tento klip na YouTube přes 21 100 000 zhlédnutí. Úspěch videa vyvolal diskusi o tom, zda tento typ projektů je fotografické umění. Richard Brenson, profesor fotografie na Yalově univerzitě, nazval projekt jako absolutní ztráta času. William Ewing, ředitel Musée de l'Elysée však prohlásil, že Kalinova práce pomohla etablovat novou formu portrétu. Projekt Everyday dnes patří ke stálým sbírkám Austinského Muzea umění.

## Výstavy
- 2007 We are all Photographers Now, Musée de l'Elysée, Lausanne, Švýcarsko
- 2007 Faccia A Faccia, Forma, Mailand, Itálie
- 2007 The Evolution of the Digital Portrait, ClampArt, New York, USA
- 2007 Kopf an Kopf, Serielle Portraitfotografie, Kunsthalle Tübingen, Německo
- 2008 The ACP Video Lounge, Australian Center for Photography, Paddington, Austrálie
- 2008 The Mirror of Time, Haywood Gallery, Londýn, Spojené království
- 2008 As Others See Us, Brattleboro Museum, Brattleboro, USA

## Galerie

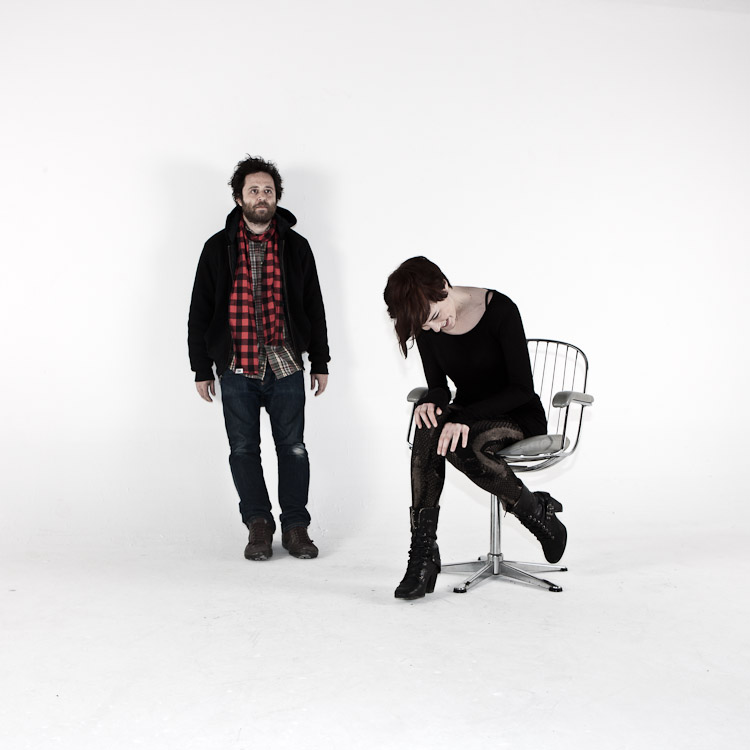
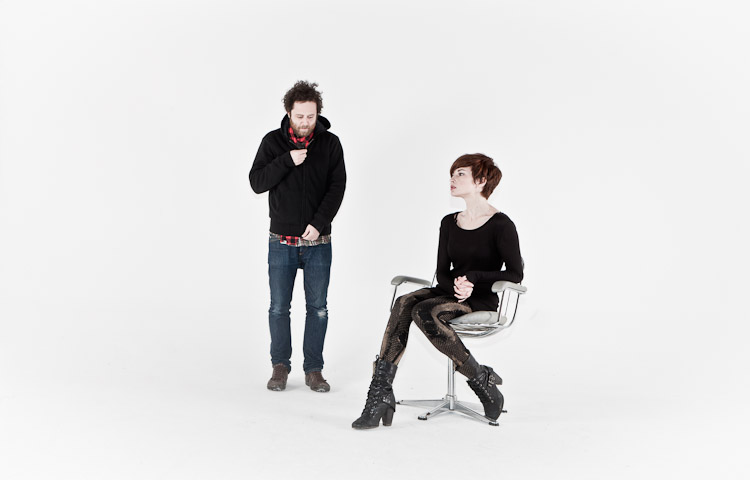
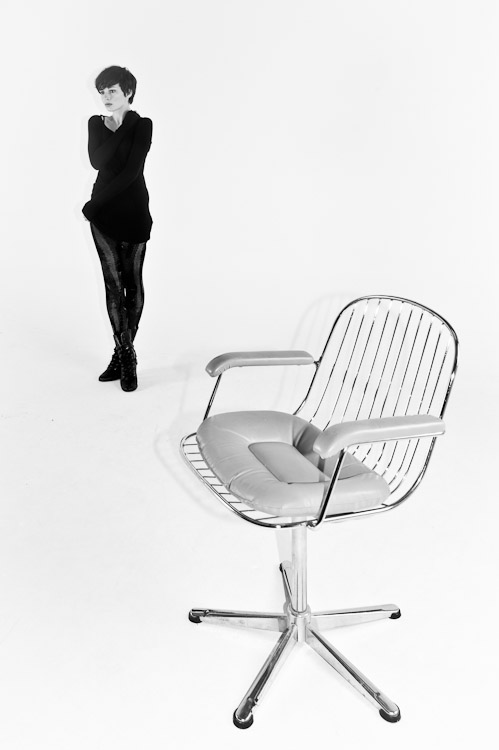
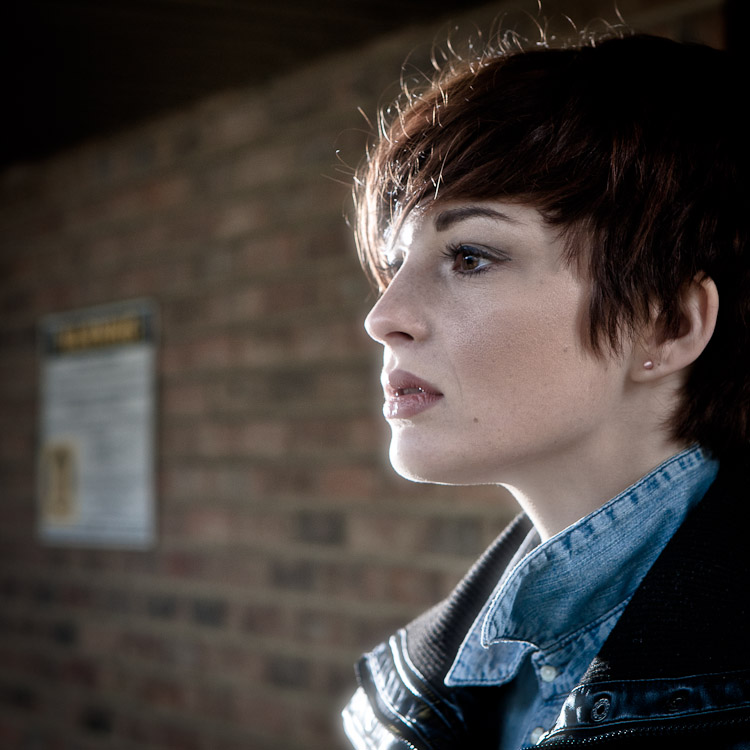
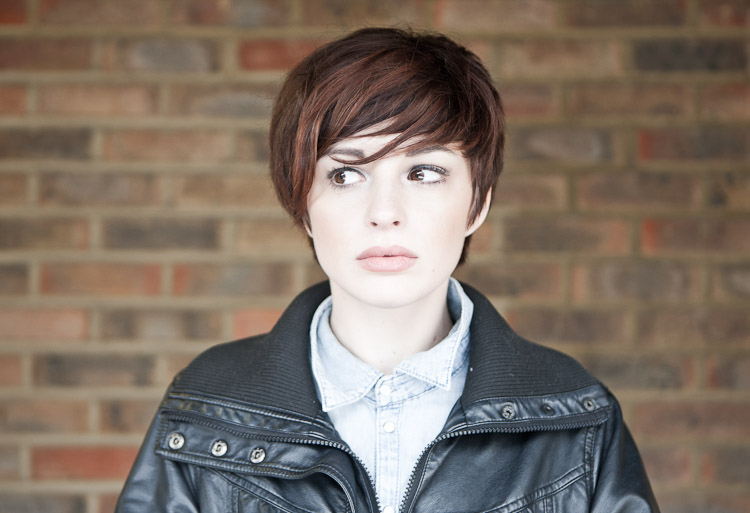
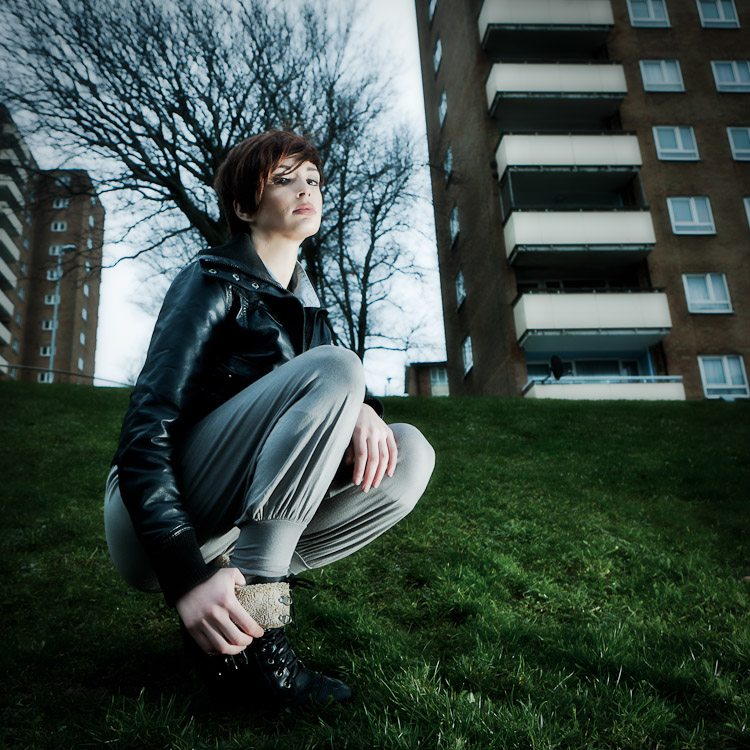
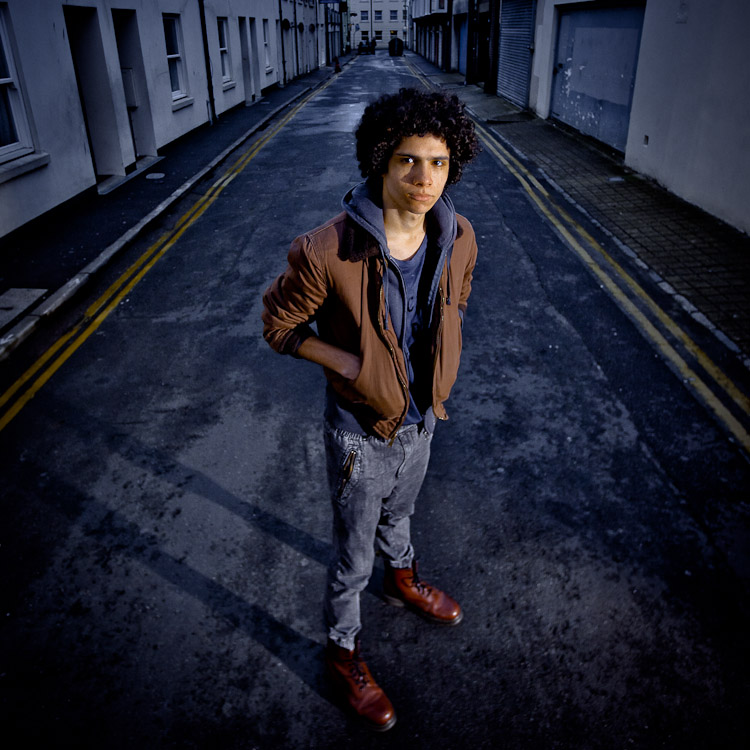
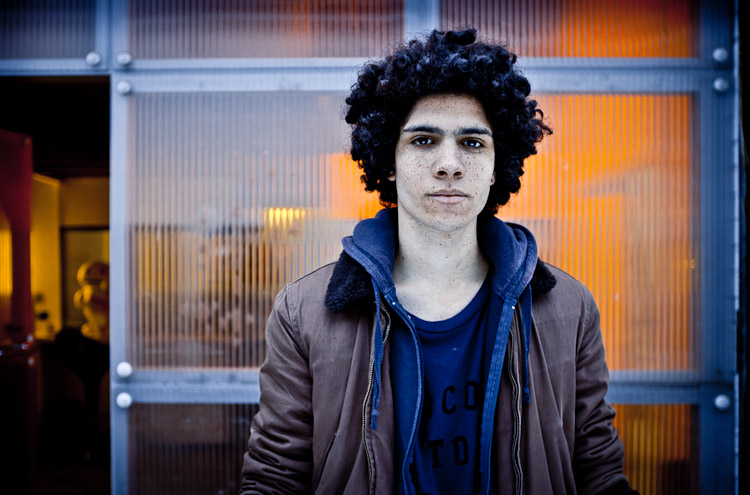
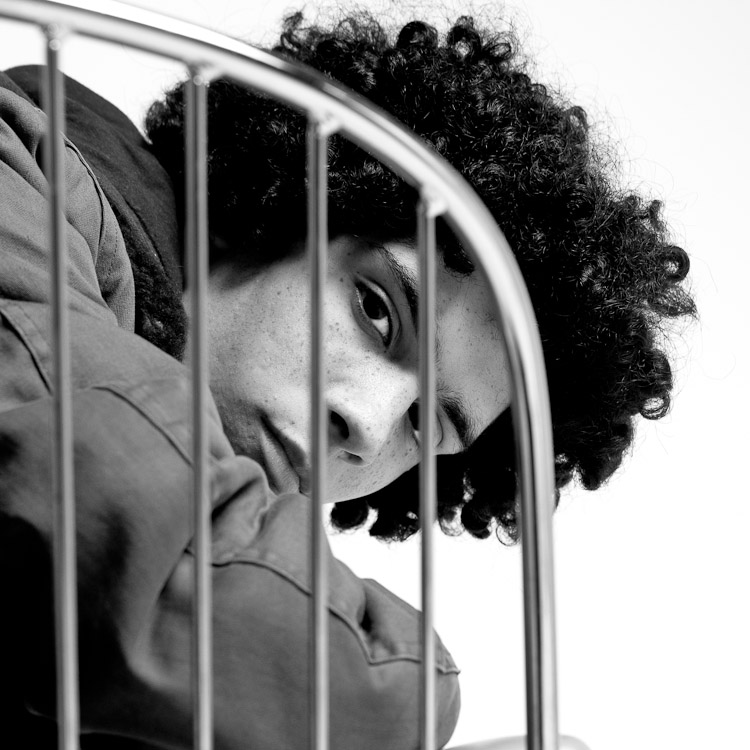
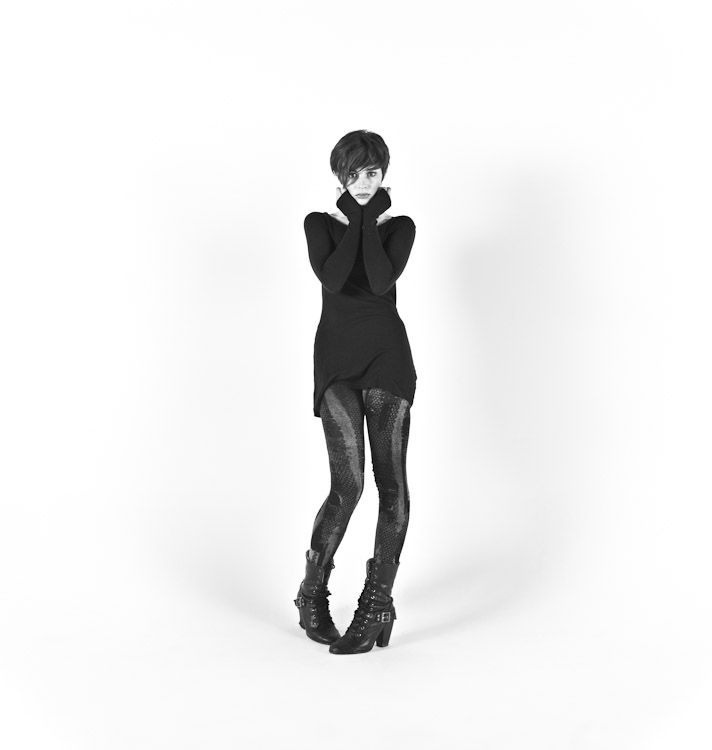
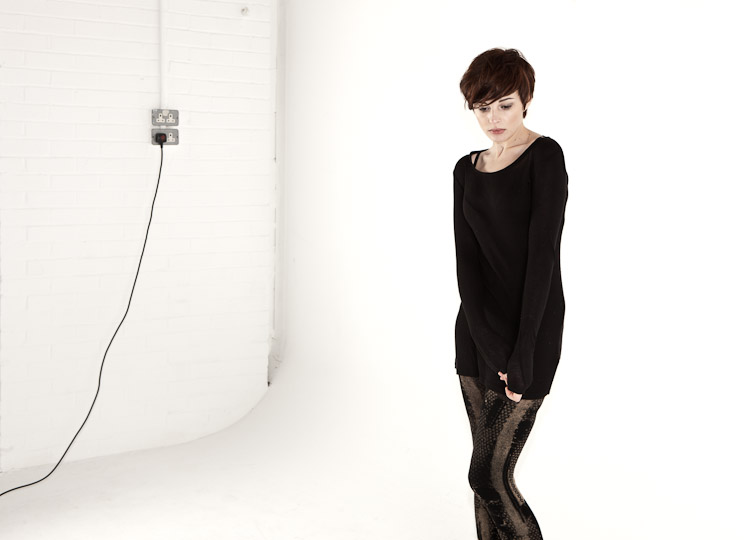
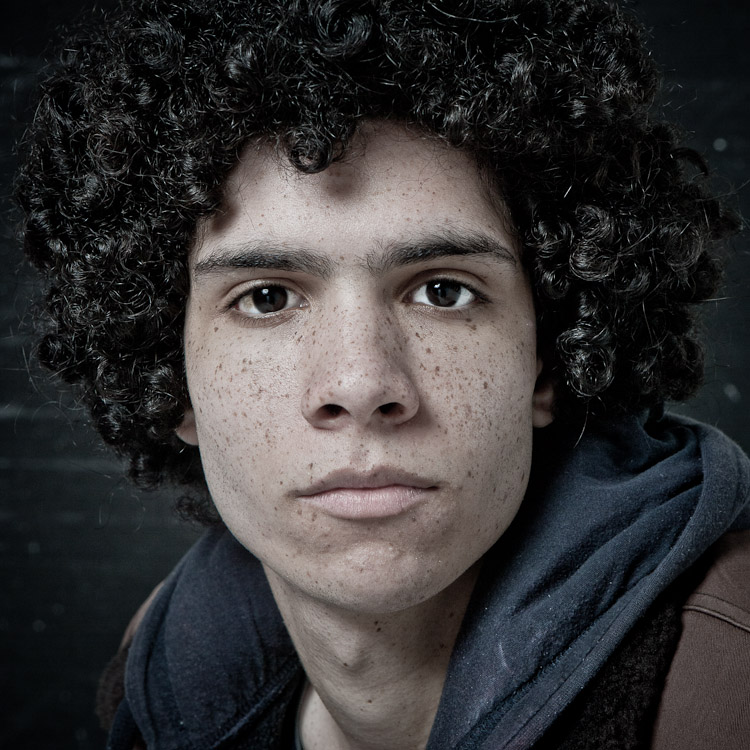
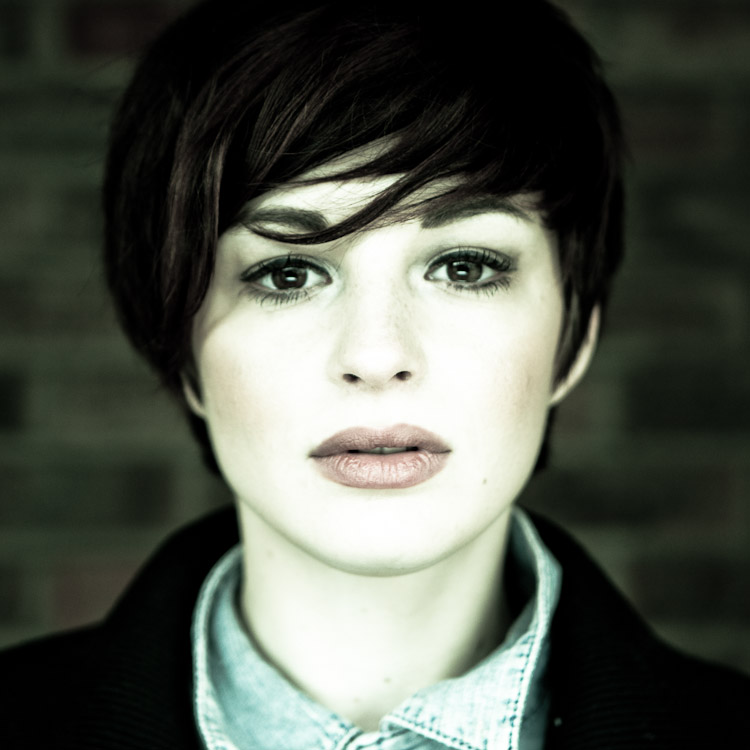
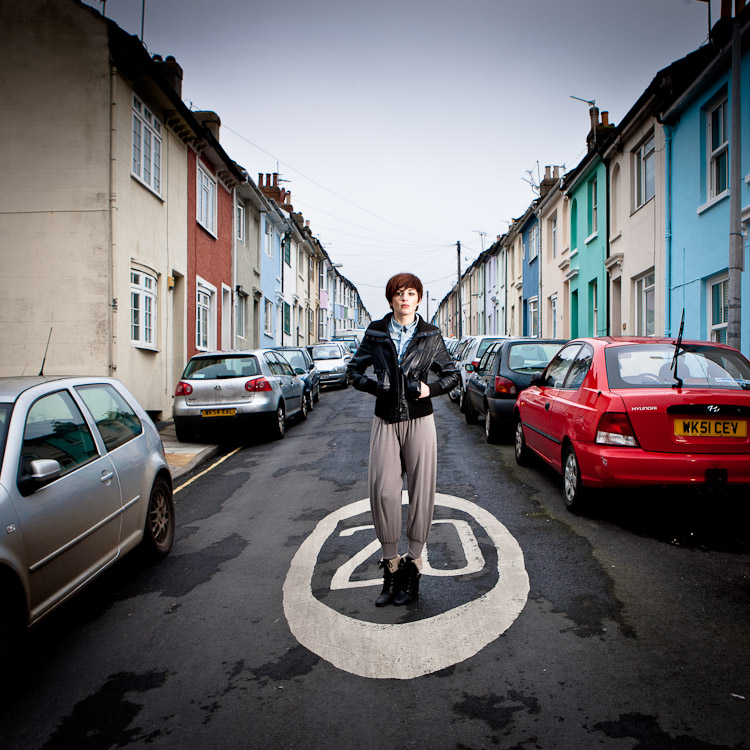

Ukázky z workshopů Noaha Kaliny: